# Доктрина Герасимова

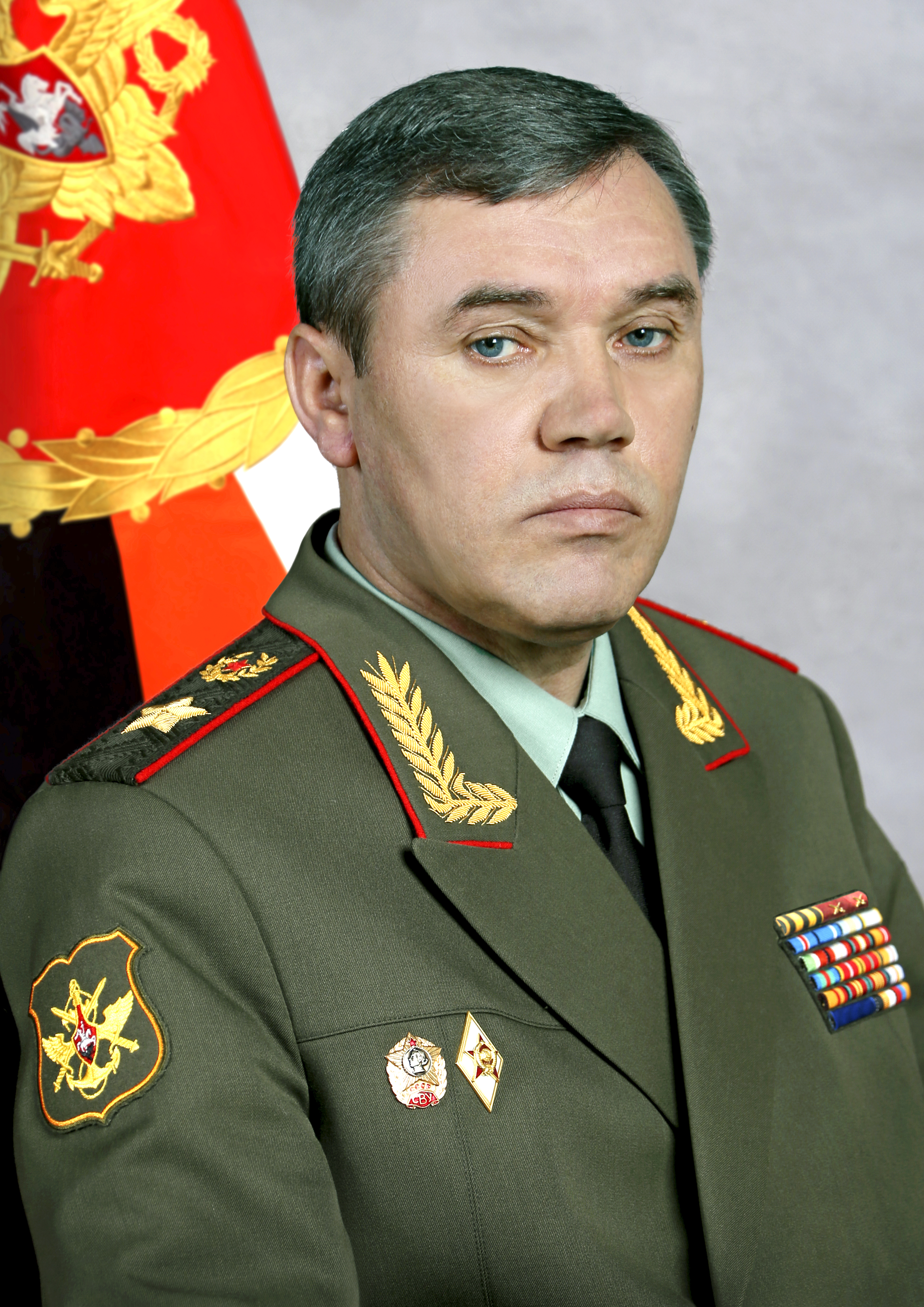
Начальник Генштабу ЗС Росії Валерій Герасимов

Доктрина Герасимова — зовнішньополітична доктрина, розроблена начальником Генерального штабу Збройних сил Російської Федерації Валерієм Герасимовим. Доктрина переосмислює сучасне поняття міждержавного конфлікту і ставить військові дії в один ряд з політичними, економічними, інформаційними, гуманітарними та іншими невійськовими заходами. Доктрина стала відомою після її публікації в лютому 2013 року та наступних дій Росії щодо України, які повністю збігаються з тезами цієї доктрини.
На думку деяких дослідників ключові елементи доктрини Герасимова лежать в основі концепції «війни нового покоління».

## Історія
Появі терміна «доктрина Герасимова» передували виступ начальника Генштабу ВС Росії Валерія Герасимова перед Академією військових наук з доповіддю про гібридну війну в лютому 2013 року та публікація основних тез цієї доповіді в статті Герасимова «Цінність науки в передбаченні» в газеті «Військово-промисловий кур'єр». Дана стаття була передрукована в англомовному журналі Military Review і, в подальшому, багаторазово цитувалася пресою.

## Доктрина
На думку деяких експертів, ключові елементи доктрини Герасимова засновані на історичних коренях попередньої російської військової доктрини, а також є дуже подібними до положень китайської доктрини «необмеженої війни», опублікованої в 1999 році. Доктрина Герасимова може розглядатися як переосмислення в реаліях XXI століття добре відомої концепції нетрадиційних бойових дій, які в сучасній російській військовій термінології отримали назву «нелінійних». У рамках цих уявлень основною метою «нелінійних бойових дій» є досягнення потрібних стратегічних і геополітичних результатів за допомогою широкого інструментарію невійськових методів і засобів: явної та таємної дипломатії, економічного тиску, завойовування симпатій місцевого населення тощо.
Особливе занепокоєння у західних фахівців викликає націленість російської «доктрини Герасимова» на експлуатацію слабких ланок західного принципу прийняття управлінських рішень, який заснований на системі стримувань і противаг, що передбачає вичерпний аналіз ситуації, довгу суспільну дискусію і ґрунтовну координацію зусиль різноманітних відомств. На противагу цьому, російська модель управління, відповідно до ідей Герасимова, органічно поєднує в єдине ціле всі владні інститути, роблячи координацію між ними абсолютно не обтяжливою. До того ж, їх функціонування приховано від зовнішнього спостерігача непроникною завісою секретності, а доступний інструментарій задіює прикладні досягнення теорії рефлексивного управління, що дозволяє російській владі діяти жорстко, гнучко та швидко, не особливо відволікаючись на такі принципи, як законність, легітимність тощо.
Доктрина передбачає співвідношення невійськових і військових дій як 4:1.

### Військові дії
- Військові заходи стратегічного стримування
- Стратегічне розгортання
- Ведення бойових дій
- Миротворчі операції

### Невійськові дії
- Формування коаліцій та союзів
- Політичний та дипломатичний тиск
- Економічні санкції
- Економічна блокада
- Розрив дипломатичних відносин
- Формування політичної опозиції
- Дії опозиційних сил
- Переведення економіки країни, що протистоїть Росії, на військові рейки
- Пошук способів врегулювання конфлікту
- Зміна політичного керівництва країни, яка протистоїть Росії
- Проведення комплексу заходів щодо зниження напруженості у відносинах після зміни політичного керівництва

Крім цього, доктрина передбачає «ведення інформаційного протиборства», не уточнюючи, чи є ці заходи військовими або невійськовими.

## Застосування доктрини
З огляду на дату оприлюднення доповіді Герасимова та подальші дії Росії, багато експертів схильні пов'язувати ці події і прямо вказують на застосування доктрини Росією щодо України та США.